# Воробьёв, Яков Степанович (актёр)
Воробьёв, Яков Степанович (1766 — 7 (19) июня 1809, Петербург) — русский артист оперы (бас) и драмы. Муж А. Воробьёвой, отец Е. Сосницкой. Первый буфф русской оперной труппы.

## Биография
Сценическую деятельность начинал в провинции в качестве драматического актера. Обучался в Петербургском театральном училище у известного буффа Б. Марокетти,, позднее у В. Мартини Солера и А. Сапиенцы (пение) и у И. Дмитревского (драм. искусство).
На оперной сцене выступал с 1787 в Петербургской придворной труппе и прославился как певец-буфф. Был одним из талантливейших русских оперных певцов. Обладал замечательным вокальным мастерством, ярким актёр. дарованием и комедийным талантом, неизменно пользовался большим успехом у публики.

Вспоминая его через тридцать лет после его кончины, театральные журналы писали: 
«Его сообщительная веселость безотчетно радовала сердце, только что он покажется на сцену. Редкий дар заставлять смеяться от души, как будто без малейшего желания смешить, был главным свойством дарования Воробьева» («Репертуар русского театра». 1840. Т. II, кн. 11. С. 15—16). 
Был первым исполнителем множества оперных партий. Среди его ролей: Личарда («Князь-невидимка, или Личарда-волшебник»), Тароп («Илья-богатырь»), Тарабар («Русалка» и «Днепровская русалка» Ф. Кауэра, «Леста, днепровская русалка» С. Давыдова, «Русалка» К. Кавоса), Мелест («Клорида и Милон»), Бабекян («Три брата горбуна» на музыку Кавоса), Фолет («Американцы»), Пентюхин («Любовная почта» на текст А. А. Шаховского); Джелино («Притворная любовница» с музыкой Никколо Пиччини), Бартоло («Севильский цирюльник» Дж. Паизиелло, 1801), Папагено («Волшебная флейта»); Дон Буцефало («Деревенские певицы»).
Часто выступал в концертах в Петербурге и Москве.
Партнеры: Д. Болина, А. Воробьева, А. Пономарев, В. Самойлов, С. Самойлова, Е. Лебедева-Карайкина, М. Лебедев, Е. Семенова. Пел п/у К. Кавоса.
С 1803 инспектор петербургской оперной труппы.
Преподавал в петербургском театральном училище. Среди его учеников — А. Рамазанов.